# Gynoplistia zebrata
Gynoplistia zebrata är en tvåvingeart som beskrevs av Alexander 1930. Gynoplistia zebrata ingår i släktet Gynoplistia och familjen småharkrankar. Inga underarter finns listade i Catalogue of Life.